# フリップモード・スクワッド
フリップモード・スクワッド（Flipmode Squad）は、アメリカ合衆国のニューヨークを拠点に活動するバスタ・ライムスが中心となって1996年に結成されたヒップホップ・クルー。

## 経歴
リーダーズ・オブ・ザ・ニュースクール の解散後、バスタ・ライムスは新しいグループを作るためにメンバーを探し始めた。
当時から右腕的な存在で、幼なじみのスプリフ・スター、すでにソロで活躍していたバスタ・ライムスのいとこでもあるランページ、友人からもらったデモテープを聴きスカウトしたロード・ハヴ・マーシーの4人で、1996年にフリップモード・スクワッドを結成。
その後、Q-ティップに紹介された紅一点のラー・ディガ、PV撮影現場でフリースタイル・ラップを観せ彼らを魅了した当時18歳のベイビー・シャムの2人を加え、初期メンバーの6人となり、1998年アルバム『The Imperial』でデビュー。本格的に活動を開始する。順調な活動が続くと思われたが、事態は一変する。2000年のバスタ・ライムスの移籍騒動を皮切りに、完成していたアルバムの発売延期や、メンバー入れ替わりが激しくなり活動休止状態となる。
2024年3月14日、バスタ・ライムスはインスタグラムでフリップモード・スクワッドが再結成し、この年のうちにアルバムをリリースすると発表した。現時点では、ライムス本人以外で完全に復帰が確認されているメンバーはラー・ディガのみで、これは彼がリリースした曲の一部に彼女がフィーチャーされているため確認されたものである。

## メンバー

### 現在のメンバー
- バスタ・ライムス (Busta Rhymes) (1996年-2011年、2024年- )
- ラー・ディガ (Rah Digga) (1997年-2007年、2024年- )

### 旧メンバー
- スプリフ・スター (Spliff Star) (1996年-2011年)
- ランページ (Rampage) (1996年-2006年)
- ロード・ハヴ・マーシー (Lord Have Merc) (1996年-2000年)
- ベイビー・シャム (Baby Sham) (1997年-2008年)
- メカ (Meka) (1997年-2003年)
- シリアス (Serious) (1997年)
- ロック・マルシアーノ (Roc Marciano) (1999年-2001年)
- ラッバ (Labba) (2003年-2007年)
- M・ダラーズ (M. Dollars) (2003年-2007年)
- チャウンシー・ブラック (Chauncey Black、ex.Blackstreet) (2004年-2009年)
- パプース (Papoose) (2006年-2007年)
- リーク・ダ・ヴィリアン (Reek Da Villian) (2006年-2009年)
- ショウ・マネー (Show Money) (2007年-2009年)

### DJ・プロデューサー
- DJスクラッチ (DJ Scratch) (1996年-2009年)

## ディスコグラフィ

### アルバム
- 『フリップモード・スクワッド〜ジ・インペリア・アルバム』 - The Imperial (1998年)

### ミックス・テープ
- Arsenal For The Streets pt. 1 (2002年)
- Arsenal For The Streets pt. 2 (The Full Court Press) (2003年)
- The Facelift pt. 1 (2007年)
- The Full Course Meal (2007年)
- Catastrophic (2012年) ※The Conglomerate名義

### シングル
- "Everybody on the Line Outside" (1998年)
- "Run For Cover (Promo)" (1998年)
- "Cha Cha Cha" (1998年)
- "Rastaman Chant" (1999年) ※Bob Marley Feat. Flipmode Squad名義
- "Here We Go" (2002年)
- "Just Chill" (2002年)
- "I Know What You Want" (2003年) ※Busta Rhymes featuring Mariah Carey & Flipmode Squad名義